# Oro Valley
Oro Valley est une ville périphérique[pas clair]  fondée en 1974, elle est située à environ 10 km au nord de Tucson dans le Comté de Pima, en Arizona. Selon une estimation, il y avait en 2008 43 233 habitants contre 29 700 en l'an 2000 selon le Bureau du recensement des États-Unis. La ville accueille 10 sociétés issues des nouvelles technologie et a ainsi un revenu médian par ménage supérieur de 50 % à celui du reste des États-Unis.

## Démographie
| 1970 | 1980  | 1990  | 2000   | 2010   | - |
| ---- | ----- | ----- | ------ | ------ | - |
| 581  | 1 489 | 6 670 | 29 700 | 41 011 | - |